# Howard Emmons
Howard Wilson Emmons (* 30. August 1912 in Morristown; † 20. November 1998) war ein US-amerikanischer  Physiker, der sich mit Gasdynamik und Hydrodynamik beschäftigte, insbesondere aber mit Verbrennungsvorgängen und dem Brandschutz.

## Leben und Werk
Emmons studierte am Stevens Institute of Technology (Master-Abschluss 1935) und wurde 1938 als Ingenieur an der Harvard University promoviert (The drop condensation of vapors). Ab 1937 war er in der Forschung bei Westinghouse. 1939 war er Assistant Professor für Maschinenbau (Mechanical Engineering) an der University of Pennsylvania und ab 1940 an der Harvard University, wo er ab 1983 Professor Emeritus war. 1957 bis 1958 war er Gastprofessor am Massachusetts Institute of Technology.
Daneben war er unter anderem Berater bei Pratt and Whitney, beim Aberdeen Proving Ground (dem Ballistik-Testgelände der US-Armee, 1940 bis 1955), beim Naval Ordnance Laboratory der US-Navy und 1956 bis 1973 im Fire Research Committee der National Academy of Sciences. Er war 1974–1975 Mitglied der Reaktorsicherheitskommission von Massachusetts und 1960 bis 1971 im Space Science Technology Panel. 1981 bis 1983 stand er dem National Engineering Laboratory des National Bureau of Standards vor.
Emmons war vor allem für hydrodynamische und gasdynamische Studien von Verbrennungsprozessen und ihrer Dynamik bekannt. Er startete in Harvard ein Projekt zur Untersuchung der Ausbreitung von Feuern in im Labor nachgebauten Räumen (Home Fire Project) und war nach Auswertung der Ergebnisse wesentlich an der Umsetzung von Brandschutzvorschriften in den USA beteiligt. Es entstand auch ein Computerprogramm zur Simulation der Ausbreitung von Bränden in Gebäuden (Harvard Computer Fire Code). Die Filme seiner Versuche fanden weite Verbreitung im Fernsehen.  In einem Nachruf wurde er deshalb Vater der modernen Wissenschaft des Feuers genannt und Mr. Fire Research. 
Er war an der Entwicklung des ersten Windkanals für Überschallgeschwindigkeiten beteiligt und beobachtete als erster in Experimenten Strömungsabriss in Gasturbinen. Ein Phänomen, das den Turbulenzübergang in Grenzschichten anzeigt, ist nach ihm benannt (Emmons Spots).

## Mitgliedschaft und Ehrungen
1946 wurde Emmons in die American Academy of Arts and Sciences gewählt.
1982 erhielt er den Hydrodynamik-Preis der American Physical Society und 1981 den Otto-Laporte-Preis. Er war Mitglied der National Academy of Engineering (1965) und der National Academy of Sciences (1966). 1971 erhielt er die Timoschenko-Medaille. 1982 wurde er Fire Protection Man of the Year der Society of Fire Protection Engineers. 1968 erhielt er die Alfred Egerton Gold Medal des Combustion Institute.
Ein Preis der International Association of Fire Safety Science, die Emmons Lecture, ist nach ihm benannt.

## Schriften
- Gas dynamics tables for air, Dover, New York 1947
- Fundamentals of Gas Dynamics, Princeton University Press: Princeton NJ, 1958.
- Fluid mechanics and combustion, Proceedings of the 13th International Symposium on Combustion, Pittsburgh, Combustion Institute, 1971, S. 1–18.
- mit Shuh-Jing Ying: The fire whirl, Proceedings of the 11th International Symposium on Combustion, Pittsburgh, Combustion Institute, 1967, S. 475–486.
- The Further History of Fire Science, Combustion Science and Technology, Band 40, 1984 (wieder abgedruckt in  Fire Technology, Band 21, 1985, Heft 3)
- mit Wilbert James Lick: Thermodynamic properties of helium to 50.000°K, Harvard University Press 1962, und Transport properties of helium from 200 to 50.000°K, Harvard University Press 1965
- Fire and fire protection, Scientific American Juli 1974